# Roppe
Roppe település Franciaországban, Territoire de Belfort megyében. Lakosainak száma 1042 fő (2022. január 1.). Roppe Anjoutey, Denney, Eguenigue, Éloie, Phaffans és Vétrigne községekkel határos.

## Népesség
A település népessége az elmúlt években az alábbi módon változott:
| Lakosok száma | 933  | 1005 | 1052 | 1045 | 1042 | 1040 | 1037 | 1043 | 1042 |
|               | 2013 | 2015 | 2016 | 2017 | 2018 | 2019 | 2020 | 2021 | 2022 |